# دينيس نيفيس ريزيند دا سيلفا
دينيس نيفيس ريزيند دا سيلفا هو لاعب كرة قدم برازيلي في مركز الدفاع، ولد في 22 أبريل 1990 في Pirassununga ‏ في البرازيل. لعب مع نادي كوريتيبا.

## وصلات خارجية
- دينيس نيفيس ريزيند دا سيلفا على موقع قاعدة بيانات كرة القدم.إي يو (الإنجليزية)
- دينيس نيفيس ريزيند دا سيلفا على موقع Soccerway.com (الإنجليزية)